# Dietlind Hüchtker
Dietlind Hüchtker (* 1962) ist eine deutsche Historikerin.

## Leben
Von 1981 bis 1989 studierte sie Geschichte und Politologie an der FU Berlin. Nach der Promotion 1996 an der TU Berlin und der Habilitation 2012 (Venia Legendi für Neuere und Neueste Geschichte) an der Universität Halle (Saale) war sie wissenschaftliche Mitarbeiterin am Geisteswissenschaftlichen Zentrum Geschichte und Kultur Ostmitteleuropas. Sie ist seit Oktober 2020 Professorin für Historische transregionale Studien am Fakultätszentrum für transdisziplinäre historisch-kulturwissenschaftliche Studien der Universität Wien.
Ihre Forschungsschwerpunkte sind interdisziplinäre Geschlechterforschung, Geschichte von Räumen, transregionale Politikgeschichte und transregionale Wissens- und Wissenschaftsgeschichte.

## Schriften (Auswahl)
- Hrsg. mit Kerstin S. Jobst: Heilig. Transkulturelle Verehrungskulte vom Mittelalter bis in die Gegenwart. Wallstein, Göttingen 2017.
- Hrsg. mit Jürgen Heyde, Karsten Holste, Yvonne Kleinmann und Katrin Steffen: Dekonstruieren und doch erzählen. Polnische und andere Geschichten. Wallstein, Göttingen 2015.
- Geschichte als Performance. Politische Bewegungen in Galizien um 1900. Campus, Frankfurt am Main 2014.
- Hrsg. mit Yvonne Kleinmann, Martina Thomsen: Reden und Schweigen über religiöse Differenz. Tolerieren in epochenübergreifender Perspektive. Wallstein, Göttingen 2013.
- Hrsg. mit Alfrun Kliems: Überbringen – Überformen – Überblenden. Theorietransfer im 20. Jahrhundert. Böhlau, Köln 2011.
- „Elende Mütter“ und „liederliche Weibspersonen“. Geschlechterverhältnisse und Armenpolitik in Berlin (1770–1850). Westfälisches Dampfboot, Münster 1999.